# William DeMeo
William DeMeo (20 luglio 1971) è un attore statunitense.
Cresciuto a Brooklyn, ha iniziato la sua carriera all'inizio degli anni novanta ed è principalmente noto per aver recitato nel 2002 nel film Un boss sotto stress.

## Filmografia parziale

### Cinema
- Bronx, regia di Robert De Niro (1993)
- Hackers, regia di Iain Softley (1995)
- Un boss sotto stress (Analyze That), regia di Harold Ramis (2002)
- First Kill, regia di Steven C. Miller (2017)
- Gotti - Il primo padrino (Gotti), regia di Kevin Connolly (2018)

### Televisione
- New York Undercover – serie TV, un episodio (1995)
- Il boss dei boss (Boss of Bosses), regia di Dwight H. Little – film TV (2001)
- I Soprano (The Sopranos) – serie TV, 8 episodi (2004-2007)
- Blue Bloods – serie TV, un episodio (2011)
- Person of Interest – serie TV, un episodio (2015)

### Doppiatori italiani
- Gianluca Crisafi in Gotti - Il primo padrino
- Luigi Morville in Un boss sotto stress